# Лили Ларимар
Лили Ларимар (англ. Lily Larimar; род. 30 июня 1998) — американская порноактриса и эротическая фотомодель.

## Биография
Потеряла девственность в старшей школе.
Карьеру в порноиндустрии начала в 2020 году в возрасте 21 года.
В марте 2021 года стала «Вишенкой месяца» порносайта Cherry Pimps.
Снялась в более чем 67 фильмах.

## Награды и номинации
| Год  | Награда        | Результат | Категория                   | Фильм |
| ---- | -------------- | --------- | --------------------------- | ----- |
| 2021 | AVN Awards     | Номинация | Fan Award: Hottest Newcomer | н/д   |
| 2021 | Fleshbot Award | Номинация | Лучшая новая старлетка      | н/д   |